# Ревю
„Ревю“ е българска пост-пънк и ню уейв група, създадена през 1980-те години.

## История
Историята на „Ревю“ започва още през 1985 г., когато Васил Гюров, Димитър Воев и Кирил Манчев създават група „Кале“. Удоволствието от създаването на музика се превръща в основна движеща сила, наред с предизвикателството да обличаш всичките си усещания в думи. „Кале“ е свобода, нещо, което не те ангажира“ /Васил Гюров/.
Първата официална изява на групата е през 1987 г. на Първия софийски рок фестивал. След третото парче изключват микрофоните им и ги свалят от сцената. Причината е, че парчетата са предизвикателни и дръзки за времето си. Именно това превръща „Кале“ в легенда за годините след това.
През 1988 г. „Кале“ се разпада, възкръсвайки малко по-късно същата година в двете най-култови групи в България за този период – „Ревю“ и „Нова Генерация“.
„Ревю“ е създадена от Васил Гюров, Кирил Манчев, Бойчо Карабойчев и Милена Славова през 1988 г., а през следващата 1989 г. групата записва един албум, съдържащ емблематични за времето си парчета, сред които „Ала Бала“, „Директор на водопад“, „Чичо“ и др., както и парчета, записани на репетиции като „Цветя от края на 80-те“ и „Без адрес“. До 1990 г. „Ревю“ изнасят редица концерти както в България, така и в чужбина, основно в държави от бившия Източен блок. Групата печели симпатиите на публиката и музикалните специалисти, изразени в награди от елитни български конкурси за авторска музика. Режисьорът Иван Ковачев прави филм за групата, наречен „Директор на водопад“, разказващ историята ѝ и показващ откъси от техните изпълнения на живо. В края на годината след участие на музикален фестивал в Корея музикантите прекратяват изявите си и решават да търсят реализация в чужбина. Кирил Манчев заминава за Канада, Бойчо Карабойчев за Великобритания, Васил Гюров за Германия, Милена остава в България и продължава изявите си като соло изпълнител.
Гюров се връща в страната през 1992 г. и прави няколко концерта с Нова Генерация. След смъртта на Димитър Воев той заедно с Иван Латинов правят „Африка“.
През 1996 г. се връща и Бойчо Карабойчев, заедно с който Васил Гюров започва записи на нов албум. Албумът остава недовършен – в началото на 1997 г. Бойчо почива. През 1998 г. Гюров прави „Камион“ с Нуфри – (Panikan Whyasker) и Даката (Panikan Whyasker), с които през 1999 г. печелят награда за песен на годината в конкурса на Passport.
„Ревю“ се завръщат през 2001 г., когато Милена и Васил Гюров се събират отново и заедно с Михаил Пешев (Нова Генерация) издават албума „10“. Пилотното парче „Закуска“ става песен на годината на наградите на ТВ ММ през 2002 г. През 2003 г. „1968“ е номинирана за „Най-добра песен“ в номинациите на Годишните музикални награди на Телевизия ММ.
В края на същата година, Милена напуска групата и заминава за Англия. За кратко вокалист на групата е Андрония Попова – Рони от Насекомикс. След кастинг, за вокалист е избрана Кристина Серафимова.

## Дискография
- Милена+Ревю (1989)
- РЕВЮ IV.88-V.89 (1995)
- 10 (2002)
- Ревюлюция (2016)